# Katherine Dunn
Katherine Dunn (Garden City, 24 ottobre 1945 – Portland, 11 maggio 2016) è stata una scrittrice statunitense.

## Biografia
I genitori erano «una tipica famiglia di proletari americani con il prurito ai piedi» che si spostava da una fattoria all'altra in cerca di lavori stagionali. I suoi si fermarono poi nell'Oregon, dove Katherine frequentò le scuole superiori e l'università, fino a quando vinse una borsa di studio per scrivere il suo primo romanzo: Attic (1969). Nel 1970 uscì il secondo romanzo: Truck. Dopo aver vissuto per dieci anni in Europa, tornata negli Stati Uniti, iniziò a lavorare come lettrice in un programma radiofonico. Nel 1980, mentre iniziava la stesura del suo terzo romanzo, Cuori sgozzati (1989), divenne la prima giornalista americana specializzata in pugilato. Viveva a Portland con suo figlio Eli.
È scomparsa nel 2016 all'età di 70 anni per le complicazioni di un tumore polmonare.
Katherine Dunn è citata nell'introduzione di Portland Souvenir (Fugitives & Refugees - 2003) di Chuck Palahniuk.

## Opere
- Attic (1969)
- Truck (1970)
- Cuori sgozzati (Geek Love) (1989) Leonardo, 1990 ISBN 8835500540. Elliot Edizioni, 2008 ISBN 9788861920194 (con il titolo Carnival Love)